# Liste der denkmalgeschützten Objekte in Schönbach (Niederösterreich)
Die Liste der denkmalgeschützten Objekte in Schönbach enthält die denkmalgeschützten, unbeweglichen Objekte der Gemeinde Schönbach.

## Denkmäler
| Foto |                 | Denkmal                                                                   | Standort                           | Beschreibung | Metadaten |
| ---- | --------------- | ------------------------------------------------------------------------- | ---------------------------------- | --- | --- |
| ja   | Datei hochladen | Kirchhofanlage Mariae Lichtmess und ehem. Kloster HERIS-ID: 1058seit 2024 | Schönbach 2 Standort KG: Schönbach | Es handelt sich um die Zusammenfassung der spätgotischen Hallenkirche mit dem barocken Klostertrakt, genaueres siehe weiter unten. Anmerkung: Bis 2023 in 2 Teilen geschützt, als Volksschule/Pfarrhof, ehem. Kloster und als Kath. Pfarrkirche Mariae Lichtmess. | BDA-Hist.: Q126114031 Status: Bescheid Stand der BDA-Liste: 2025-06-30 Name: Schönbach - Kirchhofanlage Mariae Lichtmess und ehem. Kloster GstNr.: 2079/1, .6/1, 40/1, .7, .6/2, 39/1, 39/2, 40/3 Kirchhofanlage Mariae Lichtmess und ehem. Kloster, Schönbach |

## Ehemalige Denkmäler
| Foto |                 | Denkmal                                                                      | Standort                                 | Beschreibung | Metadaten |
| ---- | --------------- | ---------------------------------------------------------------------------- | ---------------------------------------- | --- | --- |
| ja   | Datei hochladen | Volksschule/Pfarrhof, ehem. Kloster HERIS-ID: 50557 Objekt-ID: 55645bis 2023 | Schönbach 1 Standort KG: Schönbach       | Das ehemalige Kloster in Schönbach, heute als Pfarrhof und Volksschule genutzt, ist ein schlichter Barockbau an der Nordseite der Kirche, dessen Grundstein 1698 gelegt wurde. Die dreigeschoßige Anlage besteht aus drei Trakten, die um einen rechteckigen Hof angeordnet sind. Sie hat eine elfachsige Ostfront, schlichte Fassadengliederung sowie ein Portal mit Wandpfeilern, profilierten Kämpfern und verkröpftem Fries. Die spätbarocken Türflügel verfügen über schmiedeeiserne Griffe und teilweise über Klostergitter. Innen sind Stichkappentonnen und Kreuzgratgewölbe zu sehen. An der Nordostecke führt ein gedeckter Gang über die Straße zum ehemaligen Friedhof. Anmerkung: Bis 2023 als eigenes Objekt geschützt, 2024 in der Gesamtanlage aufgegangen. | BDA-Hist.: Q38040828 Status: § 2a Stand der BDA-Liste: 2023-06-05 Name: Volksschule/Pfarrhof, ehem. Kloster GstNr.: .6/1                                                                              |
| ja   | Datei hochladen | Kath. Pfarrkirche Mariae Lichtmess HERIS-ID: 50560 Objekt-ID: 55648bis 2023  | neben Schönbach 1 Standort KG: Schönbach | Die erhöht über dem Marktplatz von Schönbach gelegene Pfarrkirche Maria Lichtmess ist eine bemerkenswert einheitliche spätgotische Hallenkirche von 1450 bis 1457 (?). Das mächtige Langhaus ist von einem steilen Satteldach gedeckt. Der stark eingezogene Chor mit Fünfachtelschluss ist gleich hoch wie das Langhaus. Der Bau verfügt über einen umlaufenden Sockel mit weit vorkragenden, abgetreppten Strebepfeilern mit Pultdächern und Spitzgiebeln. An der Westwand ist die Kirche durch ein Kielbogenportal mit Fialen und Maßwerktympanon zugänglich sowie im Süden durch ein Schulterbogenportal. Beide Portale haben neugotische Holztüren und sind stark neugotisch überarbeitet. Die hohen Spitzbogenfenster wurden im 17. Jahrhundert (?) erneuert. Der Nordturm erhebt sich im Chorwinkel. Er wurde 1901 erhöht und wird von spitzbogigen Schallfenstern und einem Pyramidenhelm bekrönt. Anmerkung: Bis 2023 als eigenes Objekt geschützt, 2024 in der Gesamtanlage aufgegangen. | BDA-Hist.: Q38040839 Status: § 2a Stand der BDA-Liste: 2023-06-05 Name: Kath. Pfarrkirche Mariae Lichtmess GstNr.: .7 Church of the Presentation of Jesus at the Temple (Schönbach, Niederösterreich) |